# Grande Brombachsee
Il Grande Brombachsee (Großer Brombachsee in tedesco) è un bacino artificiale situato in Media Franconia, in Baviera.
Insieme ai vicini invasi del Piccolo Brombachsee e dell'Igelsbachsee costituisce il Brombachsee propriamente detto. Inaugurato nel 2000, è il più grande lago di sbarramento della regione lacustre della Franconia e, considerando sia la superficie che il volume idrico, il più significativo dell'intera Germania.
Il Brombachsee é una destinazione turistica per la villeggiatura e gli sport acquatici, nonché un importante elemento nella gestione idrica della Baviera settentrionale, relativamente povera di risorse idriche.

## Geografia
Situato a circa 40 km a sud di Norimberga, il lago è situato principalmente nel Circondario di Weißenburg-Gunzenhausen (una piccola parte è nel Circondario di Roth). Circondato da boschi, presenta una profonditá massima di 32,5 metri e un perimetro di 17,5 km.
Due sbarramenti a ovest separano il Grande Brombachsee dagli immissari Piccolo Brombachsee (a sud-ovest) e Igelsbachsee (a nord-ovest). Questi due laghi - anche essi artificiali - sono stati riempiti prima della realizzazione del Grande Brombachsee. Il sistema costituito da questi tre laghi viene utilizzato sia per controllare le potenziali esondazioni nella valle dell'Altmühl (che scarica nel Piccolo Brombachsee tramite un canale artificiale), sia per garantire l'approvvigionamento idrico della Baviera settentrionale (tramite l'emissario Brombach, che alimenta il Rezat svevo e, a valle, il Regnitz e il Meno).